# Río Tocuyo (pueblo)
Río Tocuyo es un sector aledaño de Carora, ubicado en la Región Caroreña, en Venezuela. Tiene rasgos coloniales muy bien conservados, el cual se encuentra ubicado a orillas del Río Tocuyo y del Río Morere, en la parte norte del Estado Lara, Venezuela, cerca de la reserva natural parque nacional Cerro Saroche y muy próximo a su capital, la ciudad de Carora.
Esta población es capital de la parroquia Camacaro municipio Torres, entre sus apodos o nombres alternativos, destacan el de pequeña Mesopotamia por encontrarse entre dos ríos, y el de "el pueblo más cordial de Lara" por la calidez de su gente estado Lara.

## Historia
Santiago de Río Tocuyo fue fundado el 28 de noviembre de 1620, por Francisco de la Hoz Berrio y Oruña, bajo la figura de pueblo de encomienda indígena, hecho ocurrido 75 años después de la fundación de la Ciudad Madre de Venezuela El Tocuyo, aparentemente hubo tres asentamientos hasta ubicarse en el lugar actual entre los ríos Tocuyo y Morere. Los primeros habitantes pertenecieron a los grupos aborígenes de los jirajaras y los xaguas es por ello que La palabra Rio Tocuyo proviene del dialecto aborigen (deytocuio) que significa “corrientes de agua color de yuca”. A lo largo del tiempo esta población ha vivido diferentes procesos geoeconómicos, al principio se practicaba un a agricultura primitiva, como lo fue el conuco, y sus sistema re riego por gravedad se basaba en una serie de “bucos”, pero más adelante se fue tecnificando, el cultivo de caña a principios del siglo XX fue uno de los factores predominantes, incluso se encontraba un trapiche en la hacienda san pedro que procesaba la caña de azúcar.

## Primeras Actividades Económicas
Según relata Luis Cortes, cronista oficial de Carora; estos lugares fueron un emporio de la producción de cocuy, bebida espirituosa extraída de la planta ágave cocuy trelease, cual es su nombre científico; se comerciaba en bestias mulares a través del llamado “Camino Real”, el cual arrancaba de La Vela, seguía por Punto Fijo, Baragua, Siquisique, El Desecho, Espejo, Paujicito, El Orégano, Río Tocuyo, La Chapa, Aregue, para finalizar en Carora.
La parroquia Camacaro es el asiento de este simpático y campechano poblado. Allí llegaron en 1951 los primeros isleños a cultivar la amarillenta tierra con pimientos y cebollas; venían aventados por un  conflicto bélico: la guerra europea que comenzó en 1914 y terminó en 1945, según sostiene Eric Hobsbawm. La política inmigratoria del general Pérez Jiménez dio facilidades a estos veteranos y endurecidos hombres de labranza que llegaron solteros a situarse en esta “pequeña Mesopotamia” larense.

## Economía
Su economía está arraigada en el cultivo de hortalizas como la cebolla y el pimentón, de igual manera se evidencian algunas actividades mineras no oficiales.

## Religión
Este poblado cuyos patrones son Santiago Apóstol y Santa Ana tiene una población mayoritariamente católica.

## Educación
Hace 45 años se dio inicio a las actividades escolares de un nuevo liceo. En ese entonces ciclo combinado Juan Oropeza. Llevaba el nombre de este intelectual caroreño y fue el producto de la lucha y la gestión de los mismos Riotocuyanos que en aquel momento vieron la necesidad de crear esta casa de estudios, motivado a que para continuar sus estudios los niños y jóvenes de aquel entonces debían estudiar en otras ciudades. Entre los precursores de esta institución estaban: Pedro segundo Oropeza, Quien fue el primer director de esta. Orlando Ballesteros piña, El padre Jacinto Romero. Sixto Delegado. Taylor Rodríguez, quien en ese entonces fue uno de los primeros estudiantes, Entre muchos otros riotocuyanos.

## Cultura
Río Tocuyo destaca por sus obras artísticas del tipo pictórico, es imprescindible visitar el templo principal del pueblo para disfrutar de algunas obras de pintores riotocuyanos.
Por otra parte, con más de 40 años de tradición se destaca el orfeón de Río Tocuyo.